# 国鉄タキ21700形貨車
国鉄タキ21700形貨車（こくてつタキ21700がたかしゃ）は、かつて日本国有鉄道（国鉄）及び1987年（昭和62年）4月の国鉄分割民営化後は日本貨物鉄道（JR貨物）に在籍した私有貨車（タンク車）である。
本形式の後継形式であるタキ23500形についても本項目で解説する。

## タキ21700形
タキ21300形は、オルソジクロルベンゼン専用の35 t 積タンク車として1971年（昭和46年）9月1日に1両（コタキ21700）のみが、富士重工業にて製作された。
記号番号表記は特殊標記符号「コ」（全長 12 m 以下）を前置し「コタキ」と標記する。
本形式の他にオルソジクロルベンゼンを専用種別とする貨車はタキ23500形（2両、後述）1形式のみである。
所有者は、保土谷化学工業でありその常備駅は福島県の郡山駅であった。
1979年（昭和54年）10月より化成品分類番号「燃毒63」（燃焼性の物質、毒性の物質、毒性物質、可燃性のもの）が標記された。
タンク体材質は、耐候性高張力鋼製であり、荷役方式は、タンク上部のマンホールからの上入れ、吐出管による下出し方式である。
車体色は黒色、寸法関係は全長は11,100 mm、全幅は2,504 mm、全高は3,630 mm、台車中心間距離は7,000 mm、実容積は26.7 m3、自重は14.4 t、換算両数は積車5.0、空車1.4であり、台車はベッテンドルフ式のTR41Cである。
1987年（昭和62年）4月の国鉄分割民営化時にはJR貨物に継承されたが、2000年（平成12年）10月に廃車となり同時に形式消滅となった。

## タキ23500形
タキ23500形は、オルソジクロルベンゼン専用の37 t 積タンク車として1980年（昭和55年）10月8日に1両（タキ23500）が日本車輌製造にて、同年12月23日に1両（タキ23501）が富士重工業にて夫々製作された。
化成品分類番号は「燃毒63」（燃焼性の物質、毒性の物質、毒性物質、可燃性のもの）と標記された。
所有者は、日本陸運産業、保土谷化学工業の2社であり、その常備駅は総武本線越中島支線の越中島駅、福島県の郡山駅であった。
タンク体材質は、耐候性高張力鋼製であり、荷役方式は、タンク上部のマンホールからの上入れ、液出管と空気管使用による上出し方式である。液出管はをS字管を装備した。
車体色は黒色、寸法関係は全長は12,200 mm、全幅は2,591 mm、全高は3,674 mm、台車中心間距離は7,000 mm、実容積は28.3 m3、自重は16.3 t、換算両数は積車5.5、空車1.6であり、台車はベッテンドルフ式のTR213Cである。
1987年（昭和62年）4月の国鉄分割民営化時には2両全車がJR貨物に継承されたが、最後まで在籍した1両（タキ23501）が2000年（平成12年）10月に廃車となり同時に形式消滅となった。